# Església de Sant Sadurní de Sovelles
Església de Sant Sadurní de Sovelles és un edifici religiós del municipi de les Llosses inclòs en l'Inventari del Patrimoni Arquitectònic de Catalunya.

## Descripció
Església de planta rectangular amb capelles laterals que s'obren mitjançant arcades cap a la nau central i única. El presbiteri es troba enlairat respecte a la resta de l'església, gràcies a un entarimat al que s'hi accedeix per tres graons centrals. L'exterior és molt senzill, tenint només decoració a la façana principal. La coberta és a dos vessants composta per cabirons de fusta i teula àrab, a l'interior està formada per una falsa volta de canó feta amb totxo. L'interior de l'església es troba molt decorat i pintat, sobresortint al presbiteri un retaule pintat a la paret de fons, de força qualitat i domini de la perspectiva. Precisament aquesta part es troba molt afectada per humitats de filtracions i capil·laritats, qué afecten a la volta de canó així com les pintures del presbiteri. L'edifici es complementa amb un campanar molt peculiar per la zona.

## Història
L'església es va construir entre el 1714 i el 1717, i la seva façana té un cert paral·lelisme amb la de Gombren, això pot donar base que fos construïda pel mateix arquitecte Josep Morató, de Vic.